# Margit Ekman
Margit Linnea Ekman (25. února 1919, Helsinki – 19. srpna 2011, tamtéž) byla finská fotografka, která společně s Eilou Marjala založila legendární portrétní studio Kuvasiskot, které zavedlo do portrétu barevnou fotografii a povýšilo fotografii na úroveň malovaných portrétů.

## Životopis
Marjala a Ekman se potkaly jako mladí lidé v armádě spásy. Ekman zpočátku pomáhal Marjale řídit finanční záležitosti tohoto studia, ale také se nadchla pro fotografování. V roce 1946 založily studio Kuvasiskot v Lahti, odkud se přestěhovalo do Helsinek. Mezi pravidelné zákazníky ateliéru patřily osobnosti finské politiky a umění a staly se dvorními fotografkami prezidenta Urho Kekkonena. Po smrti Eily Marjal Ekman pokračovala v práci až do roku 1995.
Studio získalo několik významných cen. Negativy ateliéru a výběr fotografických tisků byly věnovány finskému muzeu fotografie.

## Ocenění a uznání
- European Master of Photography 1974 (Evropský mistr fotografie) 1974
- Pozvání do fotografické sbírky Síně slávy v Kalifornii v roce 1977

## Galerie

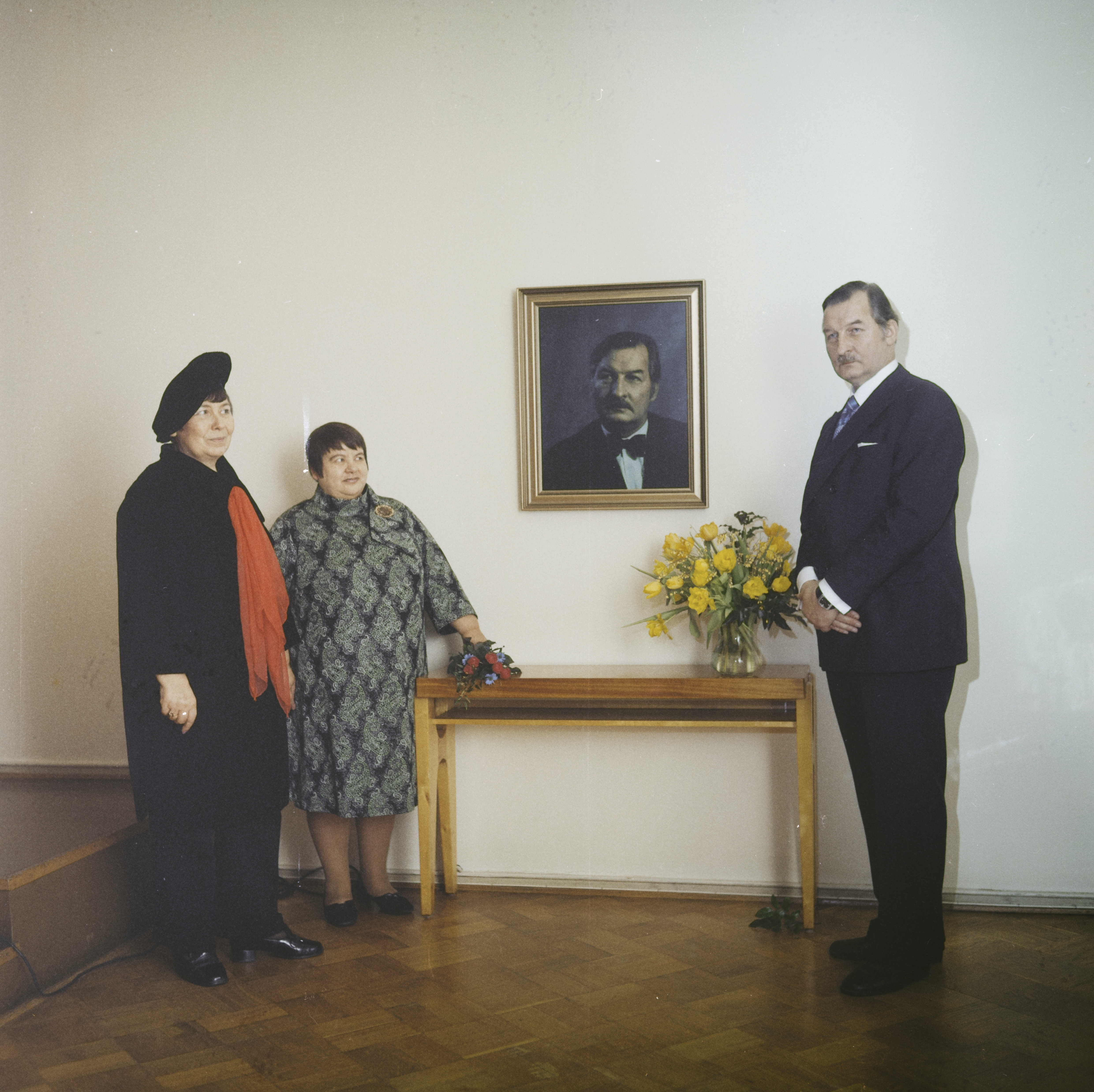
Anssi Pekka Soila, 1973
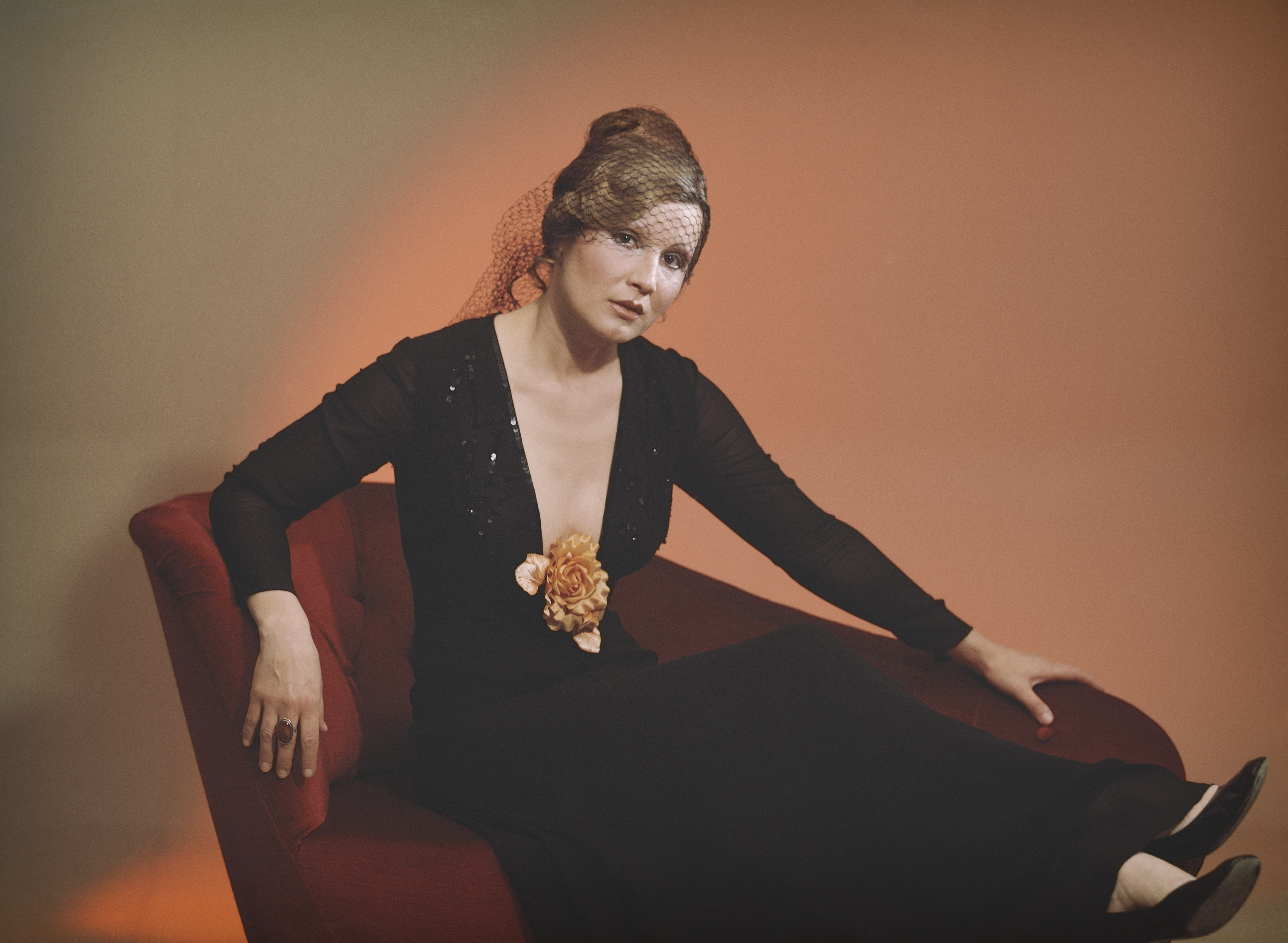
Anu Seppälä, 1974
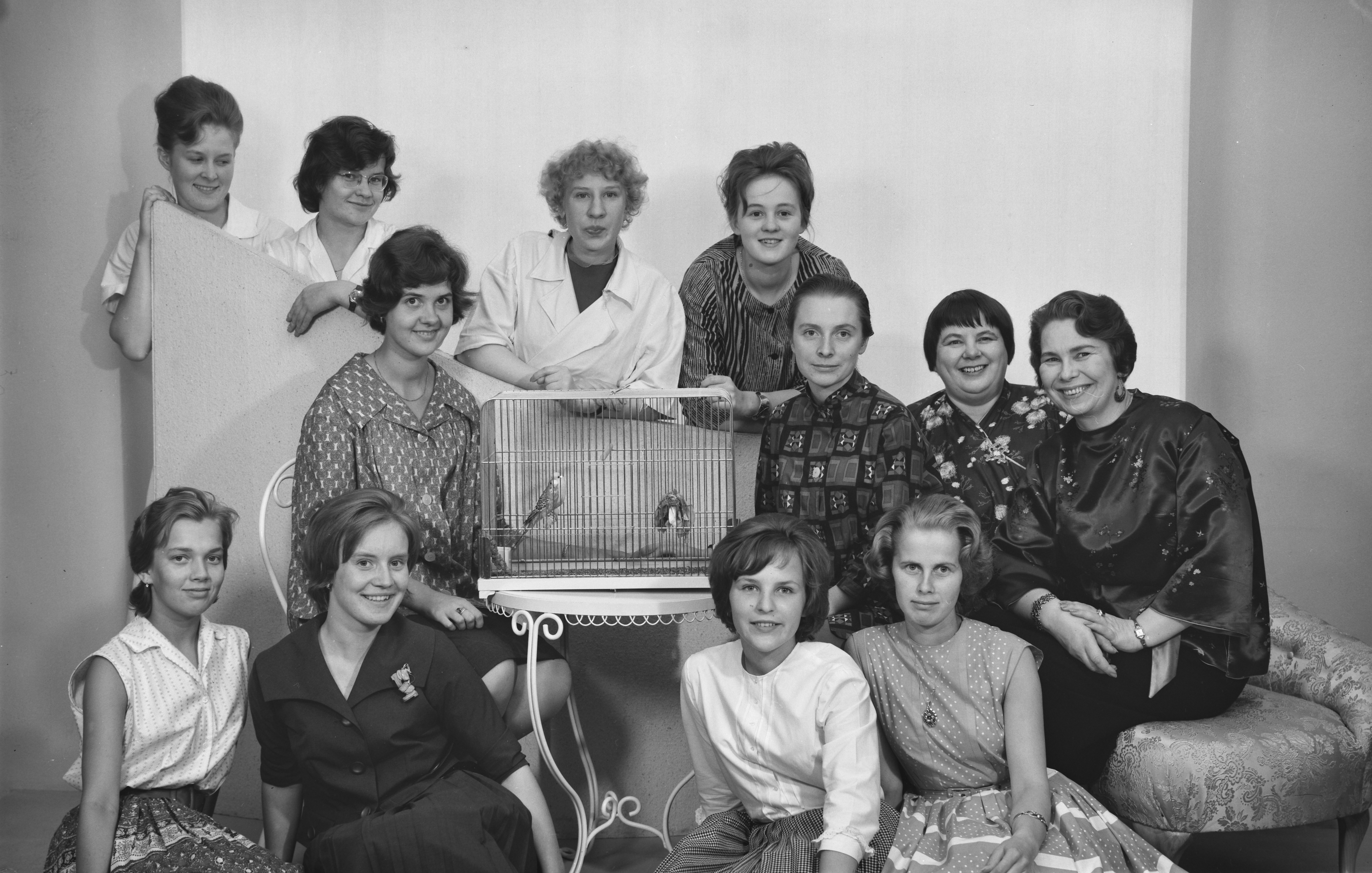
Kuvasiskot, 1960–1970
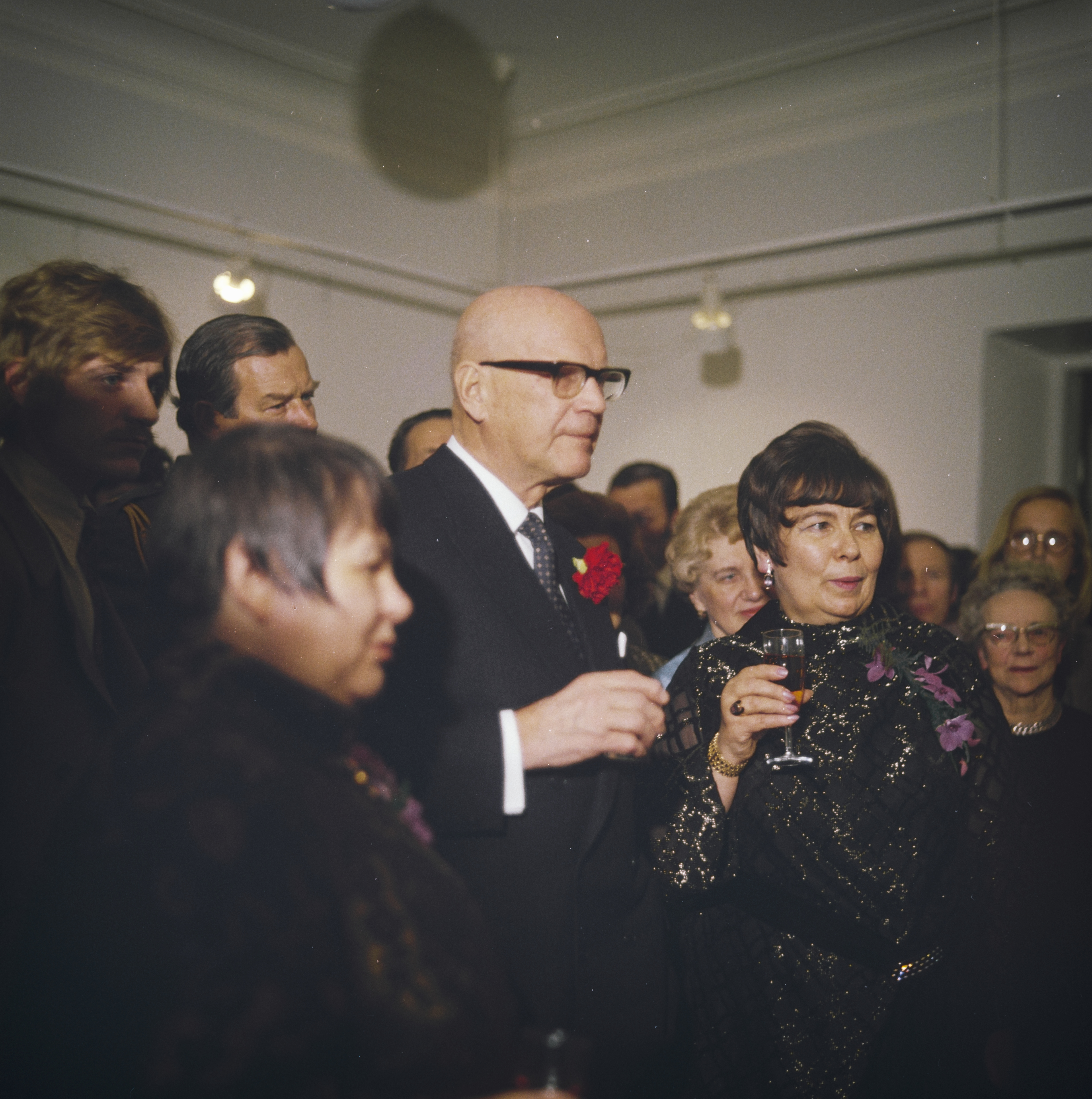
Urho Kekkonen i Kuvasiskot 1971
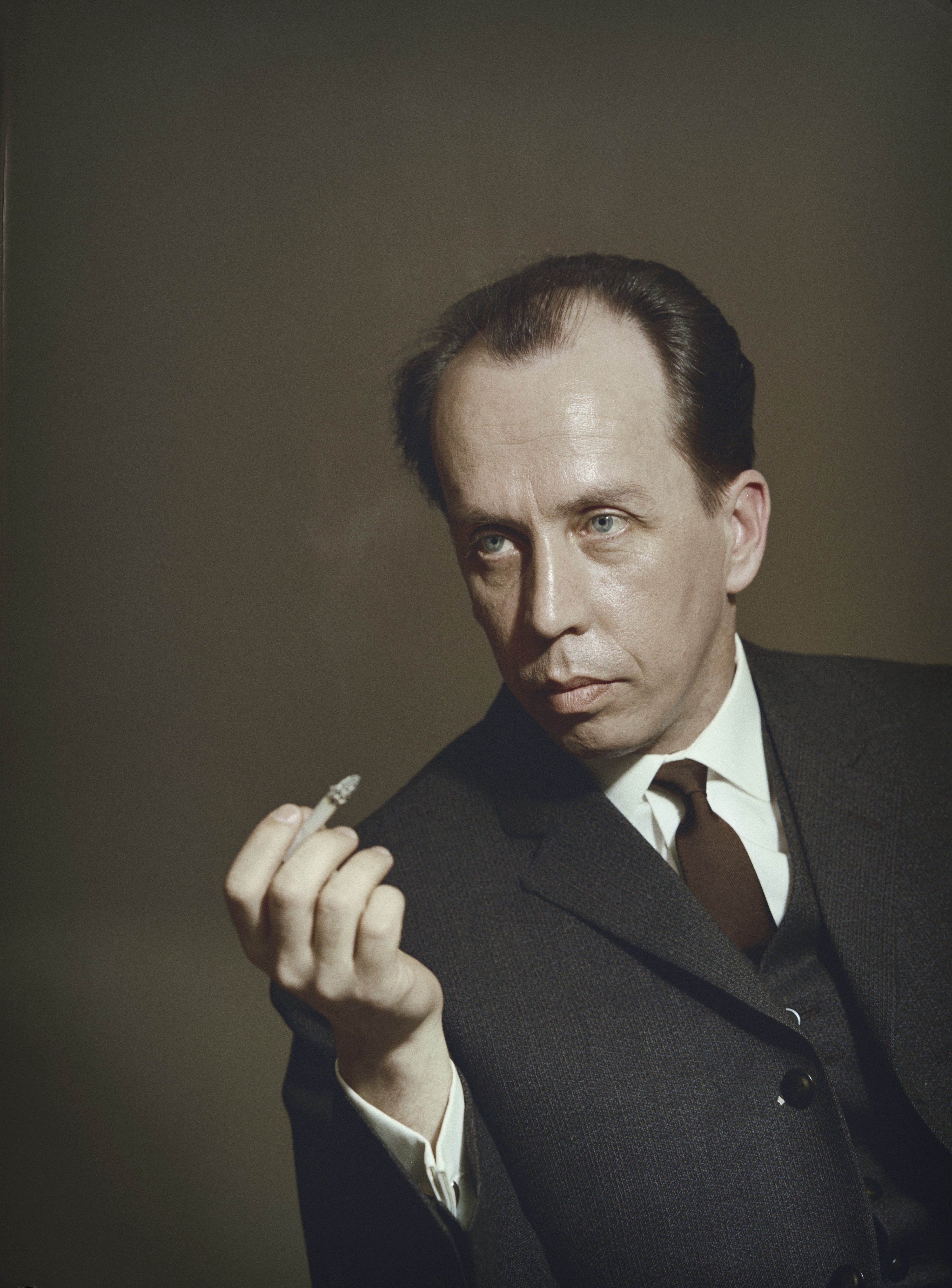
Väinö Heikkinen, 1965